# 日本不動産鑑定士協会連合会
公益社団法人日本不動産鑑定士協会連合会（にほんふどうさんかんていしきょうかいれんごうかい、英文名称：Japan Association of Real Estate Appraisars。略称はJAREA。）は、日本の国家資格者である不動産鑑定士等で組織する会員数約5500名の資格者団体（専門職業団体）であり、不動産鑑定士の品位の保持及び資質の向上並びに不動産鑑定評価制度の発展、土地等の適正な価格の形成に寄与することを目的とする公益法人。前身は1965年（昭和40年）10月1日に設立された社団法人日本不動産鑑定協会であるが、公益法人制度改革三法（法人法・認定法・整備法）に基づき、2012年4月1日に公益社団法人日本不動産鑑定士協会連合会に移行している。法人を監督する行政庁は内閣府（公益認定等委員会）。なお、同会は不動産の鑑定評価に関する法律第48条に基づく届出団体（所管：国土交通省不動産・建設経済局地価調査課）であるが、不動産鑑定士の国家資格を有するすべての者が強制的に加入しなければならないとするいわゆる強制加入団体とはなっていない。

## 組織

### 機関
連合会に設置されている「機関」は以下のとおり。
- 総会（代議員総会）
- 理事会
- 業務執行理事会（業務執行理事の協議機関）
- 委員会（理事会補助機関）

### 役員
「役員」（任期は原則2年。ただし、監事は4年。）は以下のとおり。なお、副会長5名のうち1名は代表理事、4名は業務執行理事となる。このほか役員ではないが「顧問」、「相談役」が置かれている。
- 代表理事（会長・副会長1名）
- 業務執行理事（副会長4名・専務理事・常務理事）
- 理事（都道府県不動産鑑定士協会会長等）
- 監事（定員5名。そのうち会員外監事として弁護士並びに公認会計士が各1名。）

### 会員
「会員」は以下の4種。なお、総会構成員である代議員（社員）を選出する権利を有しているのは「正会員」、「特別会員」である。
- 団体会員（岩手・宮城・秋田・山形・茨城・神奈川・山梨・長野・富山・三重・和歌山・高知の12県の不動産鑑定士協会が一般社団法人、それ以外の35都道府県不動産鑑定士協会が公益社団法人である。）
- 正会員（不動産鑑定士・不動産鑑定士補・不動産鑑定業者）
- 特別会員
- 賛助会員（不動産鑑定士試験合格者等）

### 歴代会長
歴代の「会長」は以下のとおり。なお、1965年10月から2012年3月までは社団法人日本不動産鑑定協会の会長である。（カッコ内は会長在任当時の勤務先役職）
- 1965年10月～1975年12月 - 櫛田光男（財団法人日本不動産研究所 理事長（同研究所は現在、一般財団法人に移行））
- 1976年2月～1979年6月 - 吉野公治（三井信託銀行株式会社（現在の三井住友信託銀行株式会社）代表取締役社長）
- 1979年6月～1987年6月 - 松尾英男（東急不動産株式会社　代表取締役社長）
- 1987年6月～1995年6月 - 川崎誠一（三井信託銀行株式会社（現在の三井住友信託銀行株式会社）代表取締役社長）
- 1995年6月～2003年6月 - 安藝哲郎（東急不動産株式会社 代表取締役社長）
- 2003年6月～2007年6月 - 横須賀博（株式会社横須賀不動産鑑定事務所 代表取締役）
- 2007年6月～2011年6月 - 神戸冨吉（かんべ土地建物株式会社 代表取締役副会長）
- 2011年6月～2015年6月 - 緒方瑞穂（株式会社緒方不動産鑑定事務所 代表取締役）
- 2015年6月～2019年6月 - 熊倉隆治（東急不動産株式会社）
- 2019年6月～ - 吉村真行（株式会社吉村総合計画鑑定 代表取締役社長）

### 事務局
- 所在：東京都港区虎ノ門3-11-15 SVAX TTビル9F

　（設立から1994年7月までは、東京港区愛宕1-2-2にかつてあった第9森ビルに事務局があり、同年8月に現在の所在地に移転）
- 設置部署：総務課・業務課・研究研修課・調査課・情報システム課

　　このほか事務局内に不動産鑑定士調停センター（認証ADR機関）、不動産鑑定相談所、日本不動産鑑定士政治連盟事務局が置かれている。
- その他：現在の事務局のあるSVAX TTビルは国道1号線（桜田通り）沿いにあり、3月末～4月上旬には同ビル裏側の愛宕山 (東京都港区)の愛宕神社 (東京都港区)を中心に桜が満開となる。その他にも付近には、ホテルオークラ、東京虎ノ門東急REIホテル、NHK放送博物館、等があり、さらに2014年3月29日には東京都市計画道路幹線街路環状第2号線（通称は環二通り、愛称は新虎通り。なお、開通以前は幻のマッカッサー道路と呼ばれていた）が開通。同年6月11日には虎ノ門ヒルズが開業している。さらに霞が関の官庁街や東京タワーも徒歩で10～15分圏である。また、最寄駅としては、東京メトロ日比谷線神谷町駅、銀座線虎ノ門駅のほか、南北線六本木一丁目駅、都営地下鉄三田線御成門駅、ＪＲ東日本新橋駅等があるが、虎ノ門地区の再開発により、2020年6月6日に日比谷線の霞ケ関－神谷町間に56年ぶりの新駅となる「虎ノ門ヒルズ駅」が開業した。

### 地域不動産鑑定士協会連合会
北海道と東京を除く８つの地域に地域不動産鑑定士協会連合会が設置されている。また、設置されていない2つの地域についてはそれぞれの地域にある北海道不動産鑑定士協会及び東京都不動産鑑定士協会が当該地域の不動産鑑定士協会連合会的な役割を担っている。なお、8つの地域不動産鑑定士協会連合会のうち九州・沖縄不動産鑑定士協会連合会は、一般社団法人格を有している。
- 東北不動産鑑定士協会連合会 （構成する不動産鑑定士協会:青森県・岩手県・宮城県・秋田県・山形県・福島県）
- 関東甲信不動産鑑定士協会連合会 （構成する不動産鑑定士協会:茨城県・栃木県・群馬県・埼玉県・千葉県・神奈川県・山梨県・長野県）
- 北陸不動産鑑定士協会連合会 （構成する不動産鑑定士協会:新潟県・富山県・石川県・福井県）
- 中部不動産鑑定士協会連合会（構成する不動産鑑定士協会:岐阜県・静岡県・愛知県・三重県）
- 近畿不動産鑑定士協会連合会 （構成する不動産鑑定士協会:滋賀県・京都府・大阪府・兵庫県・奈良県・和歌山県）
- 中国不動産鑑定士協会連合会 （構成する不動産鑑定士協会:鳥取県・島根県・岡山県・広島県・山口県）
- 四国不動産鑑定士協会連合会 （構成する不動産鑑定士協会:徳島県・香川県・愛媛県・高知県）
- 九州・沖縄不動産鑑定士協会連合会 （構成する不動産鑑定士協会:福岡県・佐賀県・長崎県・熊本県・大分県・宮崎県・鹿児島県・沖縄県）

## 不動産鑑定五訓
不動産鑑定士は次の五訓を遵守しなければならない。
- 一． 良心に従い、誠実に鑑定評価業務を遂行しなければならない。
- 一． 専門職業家としての誇りと責任感を昂揚し、安易な妥協をしてはならない。
- 一． 自己の信念に基づいて行動し、公正中立の態度を堅持しなければならない。
- 一． 職務上知り得た秘密事項については、正当な事由なく他に漏らしてはならない。
- 一． 常に能力・資質の向上をはかり、自己研鑚につとめなければならない。

## 沿革等
- 1963年（昭和38年） 不動産の鑑定評価に関する法律の公布（翌年4月1日施行）
- 1964年（昭和39年） 株式会社住宅新報社　月刊「不動産鑑定」を創刊
- 1965年（昭和40年） 日本不動産鑑定協会が民法第34条（当時）に基づく社団法人（公益法人）として10月1日付で公式に発足。主務官庁は建設省
- 1966年（昭和41年） 第4回汎太平洋不動産鑑定会議　東京大会開催
- 1969年（昭和44年） 地価公示法が制定（地価公示の根拠法律）
- 1974年（昭和49年） 国土利用計画法が制定（都道府県地価調査の根拠法律）
- 1974年（昭和49年） 国土庁が発足。これに伴い日本不動産鑑定協会の主務官庁は国土庁（土地局地価調査課）に変更
- 1975年（昭和50年） 創立10周年（記念式典:東京千代田区のホテルニューオータニにて開催）
- 1975年（昭和50年） 全国45の府県部会設置（都道府県不動産鑑定士協会の前身組織）
- 1979年（昭和54年） 第10回汎太平洋不動産鑑定会議　東京大会開催
- 1984年（昭和59年） 第1回日韓不動産鑑定会議開催
- 1985年（昭和60年） 創立20周年（記念式典:東京千代田区のキャピトル東急ホテルにて開催）
- 1989年（平成元年） 土地基本法が制定
- 1990年（平成2年） TIAVSC　(国際資産評価基準委員会)　国際会議東京大会開催
- 1991年（平成3年） 地価税法が制定
- 1991年（平成3年） 自治省中央固定資産評価審議会において固定資産税評価に不動産鑑定評価を導入することが決定（翌年から実施）
- 1994年（平成6年） 第17回汎太平洋不動産鑑定士・カウンセラー会議　横浜大会開催
- 1994年（平成6年） 国税庁が相続税路線価評価の標準地の一部に不動産鑑定評価を導入することを決定
- 1995年（平成7年） 創立30周年（記念式典:東京千代田区丸の内の東京會舘にて開催）
- 1995年（平成7年） 毎年4月1日を「不動産鑑定評価の日」とすることを決定（翌年から実施）
- 1997年（平成9年） 日韓鑑定評価協力会議覚書を大韓民国の社団法人韓国鑑定評価業協会と締結
- 1997年（平成9年） 第1回「不動産鑑定評価の日」記念講演会を開催（以降、毎年4月上旬に記念講演会を実施）
- 1997年（平成9年） 日本不動産鑑定協会のウェブページを開設
- 1997年（平成9年） 国土庁が10月を「土地月間」、10月1日を「土地の日」として定める
- 1998年（平成10年） 「土地の日」記念講演会を開催（以降、毎年10月上旬に「土地月間」記念講演会を実施）
- 1999年（平成11年） 第1回日韓鑑定評価協力会議を大韓民国のソウルにて開催
- 1999年（平成11年） 日本不動産学会実務著作賞を受賞　「ヨーロッパにおける不動産評価の理論と実務」
- 1999年（平成11年） 民事再生法が制定
- 2000年（平成12年） 資産の流動化に関する法律が制定
- 2000年（平成12年） 金融庁が発足（不動産証券化等を所管する行政機関）
- 2001年（平成13年） 中央省庁再編の実施に伴い、運輸省、建設省、国土庁、北海道開発庁の4省庁が統合して国土交通省が発足。これに伴い日本不動産鑑定協会の主務官庁は国土交通省（土地・水資源局地価調査課）に変更
- 2001年（平成13年） 第2回日韓鑑定評価協力会議を東京にて開催
- 2003年（平成15年） 個人情報の保護に関する法律が制定（全面施行は2005年（平成17年）4月1日）
- 2004年（平成16年） 裁判外紛争解決手続の利用の促進に関する法律が制定
- 2005年（平成17年） 不動産の鑑定評価等業務に係る個人情報の保護に関する指針（ガイドライン）を取りまとめる
- 2005年（平成17年） 国土交通省が不動産の取引価格情報提供制度を7月から開始（対象地域：東京、大阪、 名古屋の3大都市圏を中心とする政令指定都市）
- 2005年（平成17年） 創立40周年 （記念式典:東京港区にあった虎ノ門パストラルにて開催）
- 2005年（平成17年） 第4回日韓鑑定評価協力会議を大阪にて開催
- 2006年（平成18年） 国土交通省に不動産の鑑定評価に関する法律に基づく実務修習機関（対象：不動産鑑定士試験合格者）として登録される
- 2007年（平成19年） 国土交通省が不動産の取引価格情報提供制度の対象地域を全国に拡大
- 2008年（平成20年） 公益法人制度改革三法の施行に伴い、日本不動産鑑定協会は12月1日付で特例民法法人に移行
- 2009年（平成21年） 第6回日韓鑑定評価協力会議を福岡にて開催
- 2009年（平成21年） 資産評価政策学会業績賞を受賞　「世界地価等調査」
- 2010年（平成22年） 資産評価政策学会業績賞を受賞　「収益用不動産の利回り実態調査」
- 2010年（平成22年） 法務省から紛争解決機関（認証ADR機関）の認証を受ける
- 2011年（平成23年） 国土交通省内の部局再編に伴い、日本不動産鑑定協会の主務官庁（担当課）が、土地・水資源局地価調査課から土地・建設産業局企画課に変更
- 2012年（平成24年） 日本不動産鑑定協会　4月1日付で公益社団法人日本不動産鑑定士協会連合会に移行（これに伴い、旧民法に基づく主務官庁がなくなり、新たに公益法人を監督する監督官庁が内閣府公益認定等委員会となる）
- 2012年（平成24年） 国土交通大臣より東日本大震災関係功労者として感謝状が授与される
- 2013年（平成25年） 従前日本と韓国で行っていた鑑定評価協力会議に中国を加えた第1回日中韓鑑定評価協力会議が名古屋にて開催（以降2年おきに中国、韓国、日本の順に開催）
- 2013年（平成25年） 不動産鑑定評価制度の一層の拡充を図るため、不動産鑑定評価に関連する法律の改正を目的とした「不動産鑑定士制度推進議員連盟」の設立総会が12月10日に開催される（初代会長は保岡興治衆議院議員）
- 2014年（平成26年） 不動産鑑定評価制度が始まってちょうど50周年となる4月1日までに日本不動産鑑定士協会連合会の団体会員である47都道府県不動産鑑定士協会すべてが公益法人制度改革三法に基づく公益社団法人又は一般社団法人に移行
- 2014年（平成26年） 国土交通省土地・建設産業局内の所掌・課再編に伴い、日本不動産鑑定士協会連合会の所管担当課が、企画課から地価調査課に変更（7月1日付）
- 2015年（平成27年） 10月1日で日本不動産鑑定協会時代から数えて創立50周年。記念式典を東京千代田区にあるパレスホテル東京にて開催。
- 2016年（平成28年） 第28回汎太平洋不動産鑑定士・カウンセラー会議 京都大会を開催
- 2019年（令和元年）地価公示制度50周年記念セレモニーを東京都港区にある八芳園にて開催
- 2019年（令和元年）第4回日中韓鑑定評価協力会議が横浜にて開催
- 2020年（令和2年） 国土交通省内の部局再編に伴い、日本不動産鑑定士協会連合会の主務官庁（担当課）が、土地・建設産業局地価調査課から不動産・建設経済局地価調査課に変更

## 公益目的事業等
- 【公益目的事業１】　不動産の適正な価格の形成に資することにより、一般国民等の土地取引における安全・安心の確保及び国土の健全かつ均衡ある発展に貢献するため、不動産鑑定士の品位の保持及び資質の向上、不動産の適正な鑑定評価に関する事業の進歩改善、調査研究、知識の啓発普及を図る事業（国土の利用、整備又は保全を目的とする事業）
- 【公益目的事業２】　「不動産の鑑定評価に関する法律」に基づき、国に登録した実務修習機関として、不動産鑑定士試験合格者を対象に実施する実務修習に関する事業（国政の健全な運営の確保に資することを目的とする事業）
- 【公益目的事業３】　「地価公示法」に基づき国土交通省土地鑑定委員会が設定する標準地に係る地価調査事業（国土の利用、整備又は保全を目的とする事業／一般消費者の利益の擁護又は増進を目的とする事業）
- 【公益目的事業４】　国土交通省の不動産取引価格情報提供制度に係る支援及び普及推進並びに収集した情報の利活用等に関する事業（一般消費者の利益の擁護又は増進を目的とする事業）
- 【その他事業】　不動産の取引事例の管理・閲覧に関する事業（相互扶助等事業）

## 事業活動内容
- 不動産鑑定評価に関する一般的相談
- 不動産鑑定評価制度充実のための鑑定評価理論の研究
- 不動産に関する実態調査、内外の参考図書、資料の収集整備
- 業務の進歩改善と会員の資質向上のための研修会の実施、研究成果物の出版
- 諸外国の鑑定評価団体との国際会議等による交流
- 外国の地価調査研究
- 国の認定を受けた実務修習機関として不動産鑑定士試験合格者の育成指導
- 国または地方公共団体の委託等を受けて行う地価の調査

## 出版物
- (社)日本不動産鑑定協会『国際資産評価基準』（1987年）
- (社)日本不動産鑑定協会不動産カウンセラー部会『不動産カウンセリング事典』（1992年）
- アメリカ不動産カウンセラー協会・日本不動産鑑定協会不動産カウンセラー部会国際委員会『不動産分析―意思決定のプロセス』（1995年）
- (社)日本不動産鑑定協会・国際委員会『英和対訳 最新国際評価基準―資産評価のグローバルスタンダード 』（1998年）
- (社)日本不動産鑑定協会監修『バブル経済の崩壊と鑑定評価上の諸問題―第16回不動産鑑定シンポジウム』（1999年）
- (社)日本不動産鑑定協会・国際委員会『ヨーロッパ統一固定資産評価基準 』（2000年）
- (社)日本不動産鑑定協会『不動産鑑定実務論』（2000年）
- (社)日本不動産鑑定協会・法務鑑定委員会『借地権割合と底地割合』（2006年）
- (社)日本不動産鑑定協会・調査研究委員会『新・要説不動産鑑定評価基準』（2007年）
- (社)日本不動産鑑定協会・調査研究委員会鑑定評価理論研究会『知的財産権の適正評価システム』（2008年）
- (社)日本不動産鑑定協会・調査研究委員会『環境を考えた不動産は価値が上がる』（2009年）
- (社)日本不動産鑑定協会・法務鑑定委員会『不動産鑑定をめぐる諸問題不動産鑑定をめぐる諸問題─訴訟・賃貸借・相続・税務争訟と不動産鑑定』（2009年）
- (社)日本不動産鑑定協会・調査研究委員会『改定版 新・要説不動産鑑定評価基準』（改訂版）（2010年）
- (社)日本不動産鑑定協会・財務諸表に係る鑑定評価等対応特別委員会『企業会計のための時価評価』（2010年）
- 監修日本不動産鑑定協会 編著 調査研究委員会鑑定評価理論研究会『新・要説不動産鑑定評価基準』（2010年）住宅新報社 ISBN 9784789232296
- (社)日本不動産鑑定協会・証券化グローバル化対応委員会『英語で読む証券化不動産の鑑定評価の実務』（2011年）
- 公益社団法人日本不動産鑑定士協会連合会・国際委員会『IFRSsの公正価値評価に対応した最新国際会計基準』（2012年）
- 監修 公益社団法人日本不動産鑑定士協会連合会・編著 鑑定評価基準委員会『要説不動産鑑定評価基準と価格等調査ガイドライン 』（2015年）住宅新報社
- 日本不動産鑑定士協会連合会広報委員会 （編）『不動産鑑定士の仕事図鑑 ｰ先輩に聞いてみよう！ｰ』（2018年）中央経済社
- 日本不動産鑑定士協会連合会広報委員会 （編）『Q&Aでわかる 地価公示の見方・活かし方』（2019年）中央経済社

このほか会員向けに季刊誌（会報誌）として「鑑定のひろば」が発行されている。